# 東郷 (宗像市)

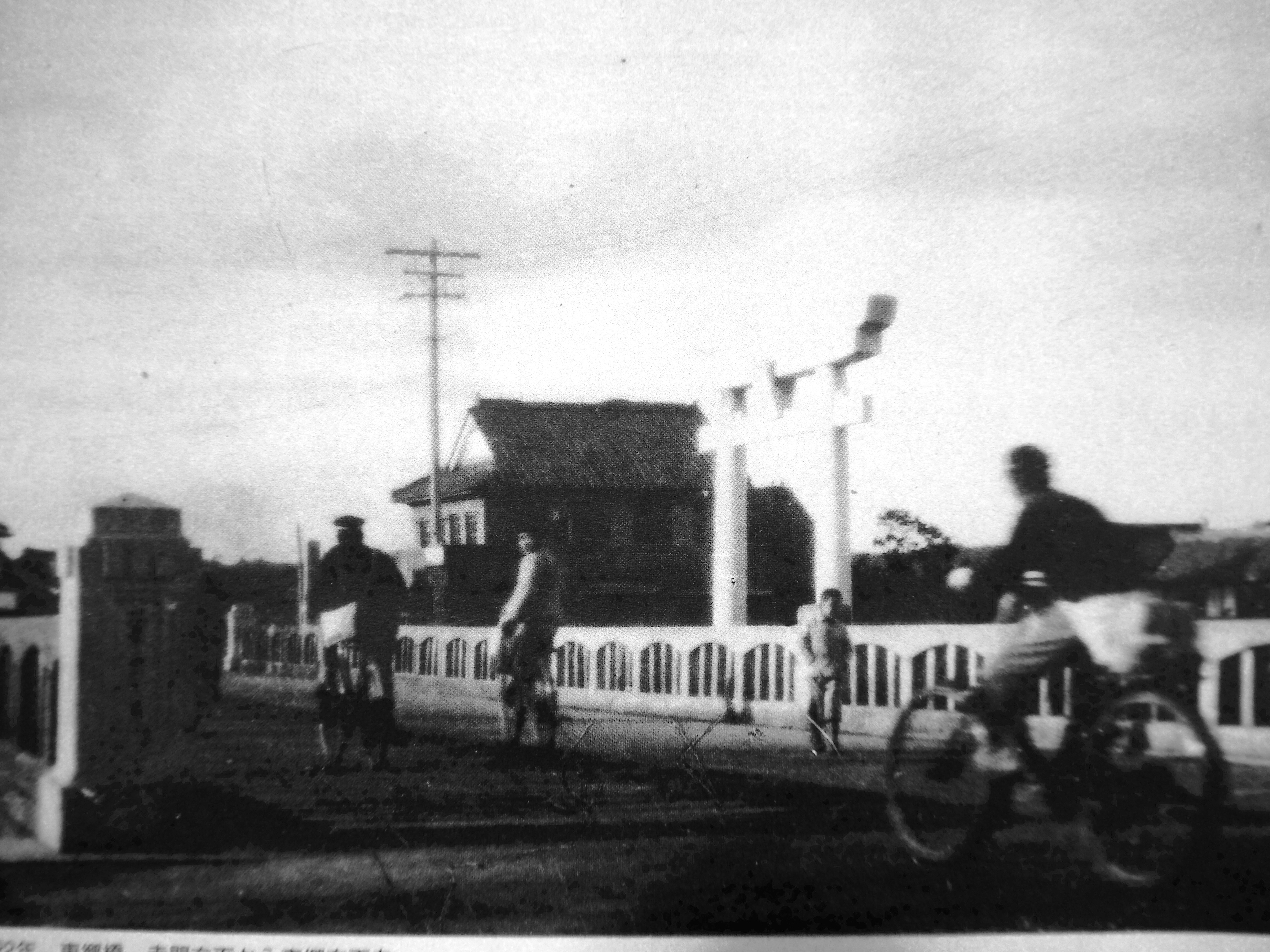
1946年に、赤間駅方面から東郷駅方面に向かって撮影された東郷橋。

東郷（とうごう）は、福岡県宗像市の地名。郵便番号811-3436。

## 地理
宗像市西部に位置し、宗像市役所および福岡県宗像総合庁舎（宗像土木事務所、宗像保健福祉環境事務所が入居）があり、宗像地方の行政の中心となっている。北で河東、北東で稲元、東で曲、南東で久原、南で日の里、西で田熊と隣接する。
JR東郷駅は住居表示の東郷地区からは西に約1キロ離れた田熊4丁目にある。また、東郷駅周辺の田熊、大井、日の里、村山田なども広域地名として東郷と呼ぶ場合も多い。

### 河川
- 釣川

## 歴史
- 平安時代末期に荘園として成立。当時は、南郷地区も含む広大な領域だった。
- 鎌倉時代には、新たに鎌倉御家人となった宗像氏実の監視役の中原親能入道が、惣地頭として赴任した。
- 東郷荘内の曲村を巡って、中原親能入道の子供の中原季時（法名：行阿）と宗像氏が戦った。
- 戦国時代は宗像大宮司領で、単に東郷と呼ばれる様になった。
- 江戸時代には、鞍手郡に属したこともあった。
- 1889年（明治22年）に東郷・田熊・久原・用山・大井の4ヶ村から宗像郡東郷村が成立。旧・東郷村は新しい東郷村の大字となる。
- 1925年（大正14年）東郷村が町制施行され東郷町大字東郷となる。
- 1954年 (昭和29年) 東郷町が赤間町・吉武村・南郷村・河東村と合併、神興村村山田を編入し、宗像町が発足、宗像町大字東郷となる。
- 1981年（昭和56年）宗像町が市制施行、宗像市東郷となる。

### 地名の由来
- 宗像郡西部の郷を東と西に分けたのが由来と思われる。

## 交通
- JR東郷駅
- 西鉄バス宗像